# Crassinella martinicensis
Crassinella martinicensis är en musselart som först beskrevs av d'Orbigny 1842.  Crassinella martinicensis ingår i släktet Crassinella och familjen Crassatellidae. Inga underarter finns listade i Catalogue of Life.